# Microrregión de Capelinha
La microrregión de Capelinha es una de las microrregiones del estado brasileño de Minas Gerais perteneciente a la mesorregión Jequitinhonha. Su población fue estimada en 2006 por el IBGE en 196.571 habitantes y está dividida en catorce municipios. Posee un área total de 12.011,989 km².

## Municipios
- Angelândia
- Aricanduva
- Berilo
- Capelinha
- Carbonita
- Chapada do Norte
- Francisco Badaró
- Itamarandiba
- Jenipapo de Minas
- José Gonçalves de Minas
- Leme do Prado
- Minas Novas
- Turmalina
- Veredinha

- Datos: Q749046